# Голубков Всеволод Пилипович
Все́волод Пили́пович Голубко́в (нар. 1925 — пом. 2002) — радянський військовик часів Другої світової війни, командир САУ 1438-го самохідного артилерійського полку 18-го танкового корпусу, молодший лейтенант. Герой Радянського Союзу (1945).

## Життєпис
Народився 26 січня 1925 року в місті Києві в родині службовця. Росіянин. У 1930-ті роки разом з батьками переїхав до міста Балашова Саратовської області Росії. Після закінчення середньої школи працював художником у клубі залізничної станції Балашов.
До лав РСЧА призваний у січні 1943 року Балашовським РВК. Закінчив 2-ге Київське військове училище самохідної артилерії, евакуйоване в Саратовську область. Учасник німецько-радянської війни з листопада 1943 року. Воював на 2-му Українському фронті як командир самохідної артилерійської установки 1438-го самохідного артилерійського полку, потім — 1-го танкового батальйону 110-ї танкової бригади, а згодом — знову 1438-го сап у складі 18-го танкового корпусу.
Особливо молодший лейтенант В. П. Голубков відзначився під час бойових дій в Угорщині. 20 вересня 1944 року в районі поселення Земанд-Куз під вогнем ворожої авіації тричі відбив контратаки переважаючої чисельно піхоти супротивника, знищивши при цьому вогнем і гусеницями до 40 солдатів і офіцерів, 3 протитанкові гармати з обслугою і 4 кулеметних точки. 8 жовтня 1944 року в боях за місто Сентеш першим у складі батареї увірвався в місто і, вміло маневруючи, знищив 3 танки, 3 гармати, 9 автомашин, 5 повозок з військовим майном і до 20 солдатів. Отримавши важке поранення, не полишив своєї САУ й був евакуйований лише тоді, коли машина загорілась. За увесь період боїв екіпажем його машини було знищено 6 танків, 30 автомобілів з військовим майном і живою силою, 7 гармат різного калібру, 3 міномети, 15 повозок і до 70 солдатів і офіцерів супротивника.
Після довготривалого лікування був звільнений у запас за станом здоров'я. Повернувся у Балашов. У 1951 році закінчив Краснодарський інститут харчової промисловості й направлений на роботу в Запоріжжя. Працював головним механіком Запорізького олійножирового комбінату, а з 1955 року — в кар'єроуправлінні.
1973 року переїхав до Криму. Працював головним інженером на Шархинському кар'єрі, а після виходу на пенсію — рядовим інженером. Мешкав у місті Алушта, а з 1983 року — в селищі міського типу Гурзуф.
Помер 29 січня 2002 року. Похований на кладовищі селища Краснокам'янка Ялтинської міської ради.

## Нагороди
Указом Президії Верховної Ради СРСР від 24 березня 1945 року «за зразкове виконання бойових завдань командування на фронті боротьби з німецькими загарбниками та виявлені при цьому відвагу і героїзм», молодшому лейтенантові Голубкову Всеволоду Пилиповичу присвоєне звання Героя Радянського Союзу з врученням ордена Леніна і медалі «Золота Зірка» (№ 7359).
Також нагороджений українським орденом Богдана Хмельницького 3-го ступеня (14.10.1999), радянськими орденами Вітчизняної війни 1-го (11.03.1985) та двічі 2-го (22.01.1944, 06.04.1944) ступенів і медалями.

## Пам'ять
В селищі міського типу Гурзуф, на фасаді будинку № 30 по вулиці Подвойського, в якому мешкав В. П. Голубков, встановлено меморіальну дошку.
Його прізвище викарбувано на пам'ятному знакові на Алеї Слави в Запоріжжі (встановлений у 1965 році).